# Juhani Harri

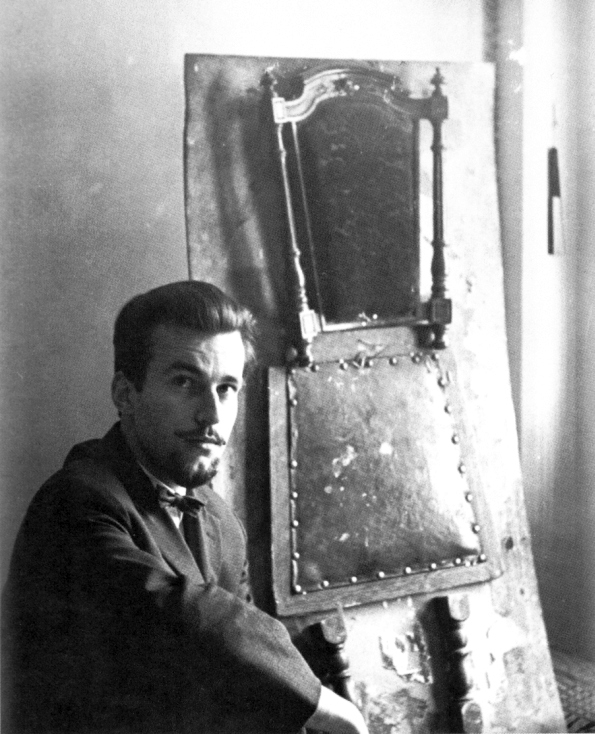
Juhani Harri.

Juhani Harri (tidigare Wirtanen), född 27 februari 1939 i Vasa, död 18 juni 2003 i Helsingfors, var en finländsk konstnär. 
Harri besökte Fria konstskolan 1960 som elev till bland andra Unto Pusa. Han debuterade 1964 och räknades bland tidens nyrealister och popkonstnärer som stod nära bland annat den amerikanska konstnären Edward Kienholz och fransmannen Arman. Surrealism och dadaism i Salvador Dalís och Luis Buñuels anda kan även skönjas i bakgrunden. Harris arbeten i blandteknik består ofta av lådor med glas på, som innehåller gamla föremål av vilka han skapade fantasifulla kompositioner eller så kallat assemblage. Hans färgskala var alltid knapp och dämpad i grått, svart, rostbrunt.